# Dhar (ville)
Dhar (hindi : धार) est une ville indienne située à l'ouest de l’État du Madhya Pradesh, elle était de le siège de l'État de Dhar pendant l'administration britannique du pays. Elle est aujourd'hui le centre du district homonyme.

## Source de la traduction
- (en) Cet article est partiellement ou en totalité issu de l’article de Wikipédia en anglais intitulé « Dhar » (voir la liste des auteurs).